# 제37회 백상예술대상
제37회 백상예술대상은 2001년 3월 29일에 열린 시상식이다.

## 수상 및 후보

### 영화 대상
- 리베라 메 - 양윤호 수상

### 영화 작품상
- 리베라 메 - 양윤호 수상
- 공동경비구역 JSA
- 오! 수정

### 영화 감독상
- 공동경비구역 JSA - 박찬욱 수상
- 리베라 메 - 양윤호
- 오! 수정 - 홍상수

### 영화 시나리오상
- 번지 점프를 하다 - 고은님 수상
- 리베라 메 - 현충열, 여지나
- 죽거나 혹은 나쁘거나 - 류승완

### 영화 신인감독상
- 나도 아내가 있었으면 좋겠다 - 박흥식 수상
- 번지점프를 하다 - 김대승
- 비천무 - 김영준

### 영화 남자최우수연기상
- 리베라 메 - 최민수 수상
- 공동경비구역 JSA - 송강호
- 번지점프를 하다 - 이병헌

### 영화 여자최우수연기상
- 나도 아내가 있었으면 좋겠다 - 전도연 수상
- 공동경비구역 JSA - 이영애
- 섬 - 서정

### 영화 남자신인연기상
- 번지 점프를 하다 - 여현수 수상
- 죽거나 혹은 나쁘거나 - 류승범
- 눈물 - 봉태규

### 영화 여자신인연기상
- 섬 - 서정 수상
- 동감 - 김하늘
- 번지점프를 하다 - 이은주

### 영화부문 인기상
- 송강호 수상
- 이미숙 수상

### TV 대상
- 은사시나무 - SBS 수상

### TV 작품상(드라마)
- 아줌마 - MBC 수상
- 바보 같은 사랑 - KBS
- 은사시나무 - SBS

### TV 작품상(예능)
- 진실게임 - SBS 수상
- 슈퍼TV 일요일은 즐거워 - KBS
- 코미디 하우스 - MBC

### TV 작품상(교양)
- 영상기록병원 24시 - KBS 수상
- 이제는 말할 수 있다 - MBC
- 10대의 반란 - SBS

### TV 연출상
- 덕이 - 장형일 수상
- 가을동화 - 윤석호

### TV 극본상
- 은사시나무 - 김수현 수상
- 아줌마 - 정성주
- 가을동화 - 오수연

### TV 남자최우수연기상(탤런트)
- 태조 왕건 - 김영철 수상
- 아줌마 - 강석우
- 불꽃 - 차인표

### TV 여자최우수연기상(탤런트)
- 아줌마 - 원미경 수상
- 덕이 - 고두심
- 바보 같은 사랑 - 배종옥

### TV 남자신인연기상
- 가을동화 - 원빈 수상

### TV 여자신인연기상
- 비밀 - 하지원 수상
- 가을동화 - 송혜교

### TV 남자최우수연기상(코미디언)
- 일밤 - 김용만 수상
- 좋은 친구들 - 박수홍
- 개그 콘서트 - 백재현

### TV 여자최우수연기상(코미디언)
- 전파견문록 - 박경림 수상
- 개그 콘서트 - 김미화
- 진실게임 - 이성미

### TV 신인연출상
- 동시상영 - 이교욱 수상

### TV부문 인기상
- 강석우 수상
- 송혜교 수상
- 전인화 수상
- 허무개그팀 수상

### 연극 대상
- 의형제 - 김민기(학전 대표)

### 연극 작품상
- 마르고 닳도록 - 국립극단 수상
- 흉가에 볕들어라 - 극단 인혁
- 이 - 극단 연우무대
- 의형제 - 극단 학전

### 연극 연출상
- 의형제 - 김민기 수상
- 마르고 닳도록 - 이상우
- 태 - 오태석
- 햄릿 머신 - 채승훈

### 연극 희곡상
- 마르고 닳도록 - 이강백 수상
- 흉가에 볕들어라 - 이해제
- 이 - 김태웅

### 연극 신인연출상
- 흉가에 볕들어라 - 이기도 수상
- 맥베드, The Show - 김동현
- 이 - 김태웅

### 연극 남자최우수연기상
- 브리타니쿠스 - 이상직 수상

### 연극 여자최우수연기상
- 바다의 여인 - 김호정 수상

### 연극 남자신인연기상
- 에쿠우스 - 최광일 수상

### 연극 여자신인연기상
- 분장실 - 장영남 수상

### 연극부문 인기상
- 정규수 수상
- 윤희정 수상